# 제20회 아카데미상
제20회 아카데미상은 1948년 3월 20일에 열린 시상식이다. LA 슈라인 오디토리움에서 개최되었으며 사회자는 딕 파월, 애그니스 무어헤드이다.

## 후보 및 수상

### 작품상
- 신사협정 - 대릴 F. 자눅 수상
- 주교의 부인 - 사무엘 골드윈
- 십자포화 - 애드리안 스콧
- 위대한 유산 - 로널드 님
- 34번가의 기적 - 윌리엄 펄버그

### 남우주연상
- 이중 생활 - 로널드 콜먼 수상
- 육체와 영혼 - 존 가필드
- 신사협정 - 그레고리 펙
- 아버지와 인생을 - 윌리엄 포웰
- 모닝 비컴 일렉트라 - 마이클 레드그레이브

### 여우주연상
- 농부의 딸 - 로레타 영 수상
- 신사협정 - 도로시 맥과이어
- 모닝 비컴 일렉트라 - 로사린드 러셀
- 포제스트 - 조안 크로포드
- 스매쉬업 - 수잔 헤이워드

### 남우조연상
- 34번가의 기적 - 에드먼드 그웬 수상
- 십자포화 - 로버트 라이언
- 농부의 딸 - 찰스 빅포드
- 이중 생활 - 리처드 위드마크
- 핑크 말 타기 - 토머스 고메즈

### 여우조연상
- 신사협정 - 셀레스트 홈 수상
- 십자포화 - 글로리아 그레이엄
- 애그 앤 아이 - 마저리 메인
- 신사협정 - 앤 리비어
- 패러딘 부인의 사랑 - 에델 베리모어

### 감독상
- 신사협정 - 엘리아 카잔 수상
- 주교의 부인 - 헨리 코스터
- 십자포화 - 에드워드 드미트릭
- 이중 생활 - 조지 큐커
- 위대한 유산 - 데이빗 린

### 각본상
- 독신남 - 시드니 셸던 수상

### 각색상
- 34번가의 기적 - 조지 시톤 수상

### 촬영상
- 검은 수선화 - 잭 카디프 수상
- 위대한 유산 - 가이 그린 수상

### 편집상
- 육체와 영혼 - 프란시스 D. 리온 수상

### 미술상
- 검은 수선화 - 알프레드 준지 수상
- 위대한 유산 - 존 브라이언 수상

### 원작상
- 34번가의 기적 - 발렌타인 데이비스 수상

### 음악상
- 마더 워 타이츠 - 알프레드 뉴먼 수상
- 이중 생활 - 마이클로스 로자 수상

### 주제가상
- 남부의 노래 - 알리 러벨 수상

### 음향믹싱상
- 주교의 부인 - 고든 소여 수상

### 특수효과상
- 그린 돌핀 스트리트 - A. 아놀드 질레스피 수상

### 단편애니메이션상
- Tweetie Pie - Edward Selzer 수상

### 단편영화상
- Climbing the Matterhorn - 어빙 알렌 수상
- Goodbye, Miss Turlock - Herbert Moulton 수상

### 장편다큐멘터리상
- Design for Death - Sid Rogell 수상

### 단편다큐멘터리상
- First Steps - UN Division of Films and Visual Education 수상

### 공로상
- William Nicholas Selig 수상
- Albert E. Smith 수상
- George K. Spoor 수상

## 같이 보기
- 제5회 골든 글로브상
- 제1회 영국 아카데미 영화상